# Il caso Mattei
Il caso Mattei is een Italiaanse dramafilm uit 1972 onder regie van Francesco Rosi. Hij won voor deze film de Gouden Palm op het filmfestival van Cannes.

## Verhaal
De zakenman Enrico Mattei zorgde voor een belangrijke stimulans in de naoorlogse Italiaanse industrie. Op die manier creëerde hij echter ook een monopolie. Hij ging ervan uit dat hij alle overheidsbemoeienissen kon omzeilen door omkoping. Als hij van Italië een belangrijke speler in de olie-industrie tracht te maken, ontstaan er grote problemen.

## Rolverdeling
| Acteur             | Personage           |
| ------------------ | ------------------- |
| Gian Maria Volonté | Enrico Mattei       |
| Luigi Squarzina    | Verslaggever        |
| Gianfranco Ombuen  | Ferrari             |
| Edda Ferronao      | Mevrouw Mattei      |
| Accursio Di Leo    | Siciliaan           |
| Giuseppe Lo Presti | Siciliaan           |
| Aldo Barberito     | Beambte             |
| Dario Michaelis    | Carabinieri         |
| Peter Baldwin      | McHale              |
| Franco Graziosi    | Minister            |
| Elio Jotta         | Commissievoorzitter |
| Luciano Colitti    | Bertuzzi            |
| Terenzio Cordova   | Politiebeambte      |
| Camillo Milli      | Kasbediende         |
| Jean Rougeul       | Amerikaanse beambte |